# Boreen Point
Boreen Point – miasto w Australii, w stanie Queensland.